# Gus Dillon
Augustus Frederick Dillon, detto Gus (Montréal, 17 aprile 1883 – Montréal, 19 settembre 1952), è stato un giocatore di lacrosse canadese, vincitore di una medaglia d'oro nel lacrosse maschile a squadre ai Giochi della IV Olimpiade.

## Palmarès
In carriera ha conseguito i seguenti risultati:
- Giochi olimpici

Londra 1908: oro nel lacrosse maschile a squadre.